# Campionati del mondo juniores di atletica leggera 2002
I Campionati del mondo juniores di atletica leggera 2002 (9ª edizione), si sono svolti a Kingston, in Giamaica dal 16 al 21 luglio. Le competizioni si sono tenute all'Independence Park.

## Medagliati

### Uomini
| Specialità | Oro                                                                                | Prestazione | Argento                                                           | Prestazione | Bronzo                                                                | Prestazione |
| Corse piane |                                                                                    |             |                                                                   |             |                                                                       |             |
| 100 m | Darrel Brown                                                                       | 10"09       | Marc Burns                                                        | 10"18       | Willie Hordge                                                         | 10"36       |
| 200 m | Usain Bolt                                                                         | 20"61       | Brendan Christian                                                 | 20"74       | Wes Felix                                                             | 20"82       |
| 400 m | Darold Williamson                                                                  | 45"37       | Jonathan Fortenberry                                              | 45"73       | Jermaine Gonzales                                                     | 45"84       |
| 800 m | Alex Kipchirchir                                                                   | 1'46"59     | Salem Amer Al-Badri                                               | 1'46"63     | David Fiegen                                                          | 1'46"66     |
| 1.500 m | Yassine Bensghir                                                                   | 3'40"72     | Abdulrahman Suleiman                                              | 3'41"72     | Samwel Mwera                                                          | 3'41"75     |
| 5.000 m | Hillary Chenonge                                                                   | 13'28"30    | Markos Geneti                                                     | 13'28"83    | Gebregziabher Gebremariam                                             | 13'29"13    |
| 10.000 m | Gebregziabher Gebremariam                                                          | 29'02"71    | Sileshi Sihine                                                    | 29'03"74    | Solomon Busendich                                                     | 29'05"96    |
| 10.000 m marcia | Vladimir Kanajkin                                                                  | 41'41"40    | Xu Xingde                                                         | 41'44"00    | Lu Ronghua                                                            | 41'46"07    |
| Corse a ostacoli |                                                                                    |             |                                                                   |             |                                                                       |             |
| 110 hs | Antwon Hicks                                                                       | 13"42       | Shi Dongpeng                                                      | 13"58       | Shamar Sands                                                          | 13"67       |
| 400 hs | L. J. van Zyl                                                                      | 48"89       | Kenneth Ferguson                                                  | 49"38       | Bershawn Jackson                                                      | 50"00       |
| 3.000 siepi | Michael Kipyego                                                                    | 8'29"54     | David Kirwa                                                       | 8'31"44     | Abubaker Ali Kamal                                                    | 8'33"67     |
| Salti |                                                                                    |             |                                                                   |             |                                                                       |             |
| Salto in alto | Andra Manson                                                                       | 2,31 m      | Zhu Wannan                                                        | 2,23 m      | Germaine Mason                                                        | 2,21 m      |
| Salto con l'asta | Maksym Mazuryk                                                                     | 5,55 m      | Vladyslav Revenko                                                 | 5,55 m      | Vincent Favretto                                                      | 5,40 m      |
| Salto in lungo | Ibrahim Abdulla Al-Waleed                                                          | 7,99 m      | Fabrice Lapierre                                                  | 7,74 m      | Trevell Quinley                                                       | 7,71 m      |
| Salto triplo | Arnie David Giralt                                                                 | 16,68 m     | Li Yanxi                                                          | 16,66 m     | Aleksandr Sergeyev                                                    | 16,55 m     |
| Lanci |                                                                                    |             |                                                                   |             |                                                                       |             |
| Getto del peso (6 kg) | Edis Elkasević                                                                     | 21,47 m     | Sean Shields                                                      | 20,54 m     | Mika Vasara                                                           | 20,50 m     |
| Lancio del disco (1,75 kg) | Wu Tao                                                                             | 64,51 m     | Dmitriy Sivakov                                                   | 62,00 m     | Michał Hodun                                                          | 61,74 m     |
| Lancio del giavellotto | Igor Janik                                                                         | 74,16 m     | Vladislav Shkurlatov                                              | 74,09 m     | Jung Sang-Jin                                                         | 73,99 m     |
| Lancio del martello (6 kg) | Werner Smit                                                                        | 76,43 m     | Ali Al-Zinkawi                                                    | 73,69 m     | Aliaksandr Kazulka                                                    | 72,72 m     |
| Prove multiple |                                                                                    |             |                                                                   |             |                                                                       |             |
| Decathlon | Leonid Andreev                                                                     | 7.693 p.    | Nadir El Fassi                                                    | 7.677 p.    | Mikko Halvari                                                         | 7.587 p.    |
| Staffette |                                                                                    |             |                                                                   |             |                                                                       |             |
| Staffetta 4×100 m | Stati Uniti Ashton Collins Wes Felix Ivory Williams Willie Hordge                  | 38"92       | Giamaica Winston Hutton Orion Nicely Yhann Plummer Usain Bolt     | 39"15       | Trinidad e Tobago Chevon Simpson Marc Burns Kevon Holder Darrel Brown | 39"17       |
| Staffetta 4×400 m | Stati Uniti Kenneth Ferguson Darold Williamson Ashton Collins Jonathan Fortenberry | 3'03"71     | Giamaica Sekou Clarke Usain Bolt Jermaine Myers Jermaine Gonzales | 3'04"06     | Giappone Yamauchi Fujio Daisuke Sakai Yuki Yamaguchi Yosuke Inoue     | 3'05"80     |
| record mondiale; record mondiale stagionale; miglior prestazione mondiale under 20; miglior prestazione mondiale stagionale under 20; record africano; record asiatico; record europeo; record nord-centroamericano e caraibico; record sudamericano; record oceaniano; record dei campionati; record nazionale; record nazionale under 20; record personale; record personale stagionale. |                                                                                    |             |                                                                   |             |                                                                       |             |

### Donne
| Specialità | Oro                                                                              | Prestazione | Argento                                                                       | Prestazione | Bronzo                                                                 | Prestazione |
| Corse piane |                                                                                  |             |                                                                               |             |                                                                        |             |
| 100 m | Lauryn Williams                                                                  | 11"33       | Simone Facey                                                                  | 11"43       | Marshevet Hooker                                                       | 11"48       |
| 200 m | Vernicha James                                                                   | 22"93       | Anneisha McLaughlin                                                           | 22"94       | Sanya Richards                                                         | 23"09       |
| 400 m | Monique Henderson                                                                | 51"10       | Sanya Richards                                                                | 51"49       | Sheryl Morgan                                                          | 52"61       |
| 800 m | Janeth Jepkosgei                                                                 | 2'00"80     | Lucia Klocová                                                                 | 2'01"73     | Juliana Paula de Azevedo                                               | 2'03"81     |
| 1.500 m | Viola Kibiwot                                                                    | 4'12"57     | Berhane Herpassa                                                              | 4'13"59     | Olesya Syreva                                                          | 4'14"32     |
| 3.000 m | Meseret Defar                                                                    | 9'12"61     | Mariem Alaoui Selsouli                                                        | 9'16"28     | Olesya Syreva                                                          | 9'16"58     |
| 5.000 m | Meseret Defar                                                                    | 15'54"94    | Tirunesh Dibaba                                                               | 15'55"99    | Vivian Cheruiyot                                                       | 15'56"09    |
| 10.000 m marcia | Fumi Mitsumura                                                                   | 46'01"51    | Liu Siqi                                                                      | 46'07"15    | Maryna Tsikhanava                                                      | 46'14"67    |
| Corse a ostacoli |                                                                                  |             |                                                                               |             |                                                                        |             |
| 100 hs | Anay Tejeda                                                                      | 12"81       | Agnieszka Frankowska                                                          | 13"16       | Tina Klein                                                             | 13"23       |
| 400 hs | Lashinda Demus                                                                   | 54"70       | Melaine Walker                                                                | 56"03       | Camille Robinson                                                       | 56"14       |
| Salti |                                                                                  |             |                                                                               |             |                                                                        |             |
| Salto in alto | Blanka Vlašić                                                                    | 1,96 m      | Anna Ksok                                                                     | 1,87 m      | Petrina Price                                                          | 1,87 m      |
| Salto con l'asta | Floé Kühnert                                                                     | 4,40 m      | Julija Golubčikova                                                            | 4,30 m      | Nataliya Belinskaya                                                    | 4,20 m      |
| Salto in lungo | Adina Anton                                                                      | 6,46 m      | Wang Lina                                                                     | 6,36 m      | Esther Aghatise                                                        | 6,34 m      |
| Salto triplo | Mabel Gay                                                                        | 14,09 m     | Yarianna Martínez                                                             | 13,74 m     | Keila Costa                                                            | 13,70 m     |
| Lanci |                                                                                  |             |                                                                               |             |                                                                        |             |
| Getto del peso | Valerie Adams                                                                    | 17,73 m     | Zhang Ying                                                                    | 16,76 m     | Laura Gerraughty                                                       | 16,62 m     |
| Lancio del disco | Ma Xuejun                                                                        | 58,85 m     | Xu Shaoyang                                                                   | 57,87 m     | Seema Antil                                                            | 55,83 m     |
| Lancio del giavellotto | Linda Brivule                                                                    | 55,35 m     | Ilze Gribule                                                                  | 54,16 m     | Urszula Jasińska                                                       | 54,06 m     |
| Lancio del martello | Ivana Brkljačić                                                                  | 65,39 m     | Martina Danišová                                                              | 63,91 m     | Yuliya Rozenfeld                                                       | 60,83 m     |
| Prove multiple |                                                                                  |             |                                                                               |             |                                                                        |             |
| Eptathlon | Carolina Klüft                                                                   | 6.470 p.    | Olga Alekseyeva                                                               | 5.727 p.    | Olga Levenkova                                                         | 5.712 p.    |
| Staffette |                                                                                  |             |                                                                               |             |                                                                        |             |
| Staffetta 4×100 m | Giamaica Sherone Simpson Kerron Stewart Anneisha McLaughlin Simone Facey         | 43"40       | Stati Uniti Lauryn Williams Ashlee Williams Shalonda Solomon Marshevet Hooker | 43"66       | Regno Unito Jade Lucas-Read Jeanette Kwakye Amy Spencer Vernicha James | 44"22       |
| Staffetta 4×400 m | Stati Uniti Christina Hardeman Monique Henderson Tiffany Williams Lashinda Demus | 3'29"95     | Regno Unito Kim Wall Amy Spencer Vernicha James Lisa Miller                   | 3'30"46     | Russia Yelena Mygunova Mariya Dryakhlova Julija Guščina Tatyana Popova | 3'34"49     |
| record mondiale; record mondiale stagionale; miglior prestazione mondiale under 20; miglior prestazione mondiale stagionale under 20; record africano; record asiatico; record europeo; record nord-centroamericano e caraibico; record sudamericano; record oceaniano; record dei campionati; record nazionale; record nazionale under 20; record personale; record personale stagionale. |                                                                                  |             |                                                                               |             |                                                                        |             |

## Medagliere
| Posizione | Paese             | Oro | Argento | Bronzo | Totale |
| --------- | ----------------- | --- | ------- | ------ | ------ |
| 1         | Stati Uniti       | 9   | 5       | 7      | 21     |
| 2         | Kenya             | 5   | 1       | 2      | 8      |
| 3         | Etiopia           | 3   | 4       | 1      | 8      |
| 4         | Cuba              | 3   | 1       | 0      | 4      |
| 5         | Croazia           | 3   | 0       | 0      | 3      |
| 6         | Cina              | 2   | 8       | 1      | 11     |
| 7         | Giamaica          | 2   | 5       | 4      | 11     |
| 8         | Sudafrica         | 2   | 0       | 0      | 2      |
| 9         | Russia            | 1   | 2       | 7      | 10     |
| 10        | Polonia           | 1   | 2       | 2      | 5      |
| 11        | Qatar             | 1   | 2       | 1      | 4      |
| 12        | Regno Unito       | 1   | 1       | 1      | 3      |
| 12        | Trinidad e Tobago | 1   | 1       | 1      | 3      |
| 14        | Lettonia          | 1   | 1       | 0      | 2      |
| 14        | Marocco           | 1   | 1       | 0      | 2      |
| 14        | Ucraina           | 1   | 1       | 0      | 2      |
| 17        | Germania          | 1   | 0       | 1      | 2      |
| 17        | Giappone          | 1   | 0       | 1      | 2      |
| 19        | Nuova Zelanda     | 1   | 0       | 0      | 1      |
| 19        | Romania           | 1   | 0       | 0      | 1      |
| 19        | Svezia            | 1   | 0       | 0      | 1      |
| 19        | Uzbekistan        | 1   | 0       | 0      | 1      |
| 23        | Slovacchia        | 0   | 2       | 0      | 2      |
| 24        | Bielorussia       | 0   | 1       | 2      | 3      |
| 25        | Australia         | 0   | 1       | 1      | 2      |
| 25        | Francia           | 0   | 1       | 1      | 2      |
| 27        | Antigua e Barbuda | 0   | 1       | 0      | 1      |
| 27        | Kazakistan        | 0   | 1       | 0      | 1      |
| 27        | Kuwait            | 0   | 1       | 0      | 1      |
| 30        | Brasile           | 0   | 0       | 2      | 2      |
| 30        | Finlandia         | 0   | 0       | 2      | 2      |
| 32        | Bahamas           | 0   | 0       | 1      | 1      |
| 32        | Corea del Sud     | 0   | 0       | 1      | 1      |
| 32        | India             | 0   | 0       | 1      | 1      |
| 32        | Lussemburgo       | 0   | 0       | 1      | 1      |
| 32        | Nigeria           | 0   | 0       | 1      | 1      |
| 32        | Tanzania          | 0   | 0       | 1      | 1      |
| Totale    | Totale            | 43  | 43      | 43     | 129    |